# Philautus halyi
Philautus halyi är en groddjursart som beskrevs av George Albert Boulenger 1904. Philautus halyi ingår i släktet Philautus och familjen trädgrodor. Inga underarter finns listade i Catalogue of Life.